# Design Village
Design Village — фестиваль дизайну та колаборації, що проводиться в Івано-Франківську.

## Історія та мета
Фестиваль був започаткований 2015 року й проводився чотири рази: у 2015, 2016, 2018 та 2019 роках. Перший Design Village тривав один день. В міру зростання кількості учасників події програма збільшувалася — четвертий фестиваль тривав протягом трьох днів. Мета Design Village: популяризація якісного дизайну серед широкого кола тих, хто ним цікавиться. Під час події відбуваються лекції, майстер-класи та виставки від українських та іноземних дизайнерів, ілюстраторів, VR-інженерів та креативних директорів.
Design Village неодноразово отримував гранти на проведення фестивалю. 2016 року від платформи «Тепле Місто», 2018 року від Urban Space 100, 2019 року від Українського культурного фонду. 

## Спікери
У фестивалі брали участь: :
- Кирило Ткачов — дизайнер-графік, каліграф, шрифтовий дизайнер (Луцьк);
- Давор Брукета — співзасновник та артдиректор креативної агенції Bruketa & Zinic & Grey (Хорватія);
- Еван Абрамс — фріланс дизайнер, After Effects та моушн дизайн інструктор ECAbrams (Канада);
- Руперт Брехені — веб розробник Google, VR менеджер (Швейцарія);
- Рене Вавжкевич — дизайн-куратор, співорганізатор та постійний член журі European Design Awards (Польща);
- Марко Коппето — дизайнер в Ueno (Рейк'явік, Ісландія);
- Бі Ґрандінетті, Хедвіґ Альберг та Лінн Фріц — аніматорки та ілюстраторки з Punanimation (Лондон, Англія);
- Андрій Шевченко — шрифтовий дизайнер (Бердянск);
- Міріам С. Коллер — дизайн-стратег у Buero Bauer (Відень).